# Satellitenmeteorologie
Unter Satellitenmeteorologie versteht man die Einbeziehung von Wettersatelliten und die auf diesen installierten Messinstrumente in die meteorologische Beobachtung und Forschung.

## Aufgabenbereich
Ein wichtiges Problem der Meteorologie ist, dass ihre Fragestellungen i.a. nicht in einem Laborexperiment unter idealen Bedingungen studiert werden können. Globale Zusammenhänge kann man nur mit Satelliten erfassen. Auch sind die oberen „Stockwerke“ der Atmosphäre nur durch Satellitenmessungen zugänglich, da Messungen mit Ballonen bspw. nur bis ca. 60 km reichen. Zudem ist das Messnetz meteorologischer Größen nicht überall auf der Erde gleich dicht, was vor allem für die südliche Hemisphäre gilt. Auf den Meeren ist das Messnetz relativ dünn.
Auf den jeweiligen Satelliten befinden sich oft verschiedene Messinstrumente. Diese Instrumente vermessen in der Regel jeweils verschiedene Bereiche des elektromagnetischen Spektrums (Kanäle genannt), um möglichst viele Parameter einer Untersuchung zugänglich zu machen.
Mit Hilfe der Satellitenmeteorologie kann man Daten sammeln, die als Input für Wettervorhersagemodelle dienen (Bewölkung, Niederschlag) oder die helfen, unser Wissen über chemische Transportvorgänge in der Atmosphäre zu erweitern (Transport von Schwebstoffen in die Stratosphäre) sowie die uns Aufschluss über die Zusammensetzung der Atmosphäre geben (Verschmutzung, Lebenszyklen chemischer Stoffe wie z. B. Ozon). 
Die Anwendungsbereiche der Satellitenmeteorologie sind enorm. Satellitendaten können dazu beitragen, den Energieverbrauch zu senken, indem man z. B. den Energiebetreibern durch Satellitendaten gespeiste Modelle an die Hand gibt, um abzuschätzen, wo beispielsweise eine hohe Bewölkung auftritt und somit ein erhöhter Energiebedarf erwartet werden kann. 
Satellitenmessungen werden auch zum Katastrophenmanagement eingesetzt werden (Hochwasser, Starkwindereignisse).
Außerhalb der eigentlichen Bestimmung werden Wettersatelliten auch in nichtmeteorologischen Bereichen angewandt. Beispiele sind: Ozeanografie, Landoberflächenanalyse, Feuerdetektion, Vulkanologie, Hydrologie und Wassermanagement.

## Satelliten und Institutionen
Bekannte europäische Satelliten, die die Beantwortung meteorologischer Fragestellungen zum Ziel haben, sind Meteosat, MetOp, Envisat und ERS.
Wichtige Organisationen im Zusammenhang mit Satellitenmeteorologie sind: EUMETSAT, DLR, ESA, NOAA und NASA.